# Pachycondyla kenyensis
Pachycondyla kenyensis är en myrart som först beskrevs av Santschi 1937.  Pachycondyla kenyensis ingår i släktet Pachycondyla och familjen myror. Inga underarter finns listade i Catalogue of Life.